# Canal 10 (Junín)
El Canal 10 de Junín es un canal de televisión abierta argentino afiliado a América TV que transmite desde la ciudad de Junín. El canal se llega a ver en parte del noroeste de la Provincia de Buenos Aires. Es operado mayoritariamente por el Grupo América y el empresario Claudio Belocopitt.

## Historia
El 6 de mayo de 1983, mediante el Decreto 1061, el Poder Ejecutivo Nacional adjudicó a la empresa Junín TV S.R.L. una licencia para explotar la frecuencia del Canal 10 de la ciudad de Junín, provincia de Buenos Aires. La sociedad estaba conformada por Don Mario Pizzolo y Doña María Gauchat de Pizzolo.
La licencia inició sus transmisiones regulares el 4 de octubre de 1985 como LRH 450 TV Canal 10 de Junín. Sin embargo, los mismos socio fundadores eran dueños de la misma licenciataria (reconvertida en Junín TV S.A. en 1986).
El 23 de septiembre de 1987, el Comité Federal de Radiodifusión, mediante la Resolución 502 autorizó a Junín TV (titular de Canal 10) a instalar repetidoras en las ciudades de Chivilcoy y Pergamino, asignándole a cada repetidora los canales 8 y 12 respectivamente; sin embargo, el 26 de enero de 1988 (a través de la Resolución 22), dejó sin efecto la Resolución 502/88 el permiso de construcción; salvo la repetidora de Chivilcoy (canal 12).
En agosto de 1999, mediante la Resolución 265, la Secretaría de Comunicaciones autorizó a Canal 10 a realizar pruebas en la Televisión Digital Terrestre bajo la normativa ATSC (normativa que fue dispuesta mediante la Resolución 2357 de 1998). Para ello se le asignó el Canal 11 en la banda de VHF.
En 2002, Canal 10 (que para ese entonces era propiedad del empresario Carlos Ávila) y sus canales hermanos América TV y CVN Cablevisión Noticias (hoy A24), pasaron a formar parte del grupo Multimedios América, conformada por Ávila, Daniel Vila (del Grupo UNO, hoy Grupo América, que puso 3 canales de televisión y su porcentaje en el Diario La Primera) y Eduardo Eurnekian. Entre 2004 y 2006, la empresa Zarova S.A. (una empresa integrada por Francisco De Narváez en un 50%, y por Daniel Vila y José Luis Manzano en un 25% cada uno) adquirió el porcentaje de Ávila en América Multimedios (que para ese entonces pasó a llamarse América Medios y estaba conformado por Canal 10, América TV, América 24 y las radios porteñas La Red y Millenium).
El 30 de noviembre de 2012, el Grupo UNO presentó su plan de adecuación voluntaria ante la Autoridad Federal de Servicios de Comunicación Audiovisual con el fin de adecuarse a la Ley de Servicios de Comunicación Audiovisual, donde propuso, entre otras, vender el Canal 10, el Canal 6 de San Rafael, 6 radios, 8 licencias de TV cable y 3 registros de señales. El plan fue aprobado el 17 de febrero de 2014, quedando las 16 licencias y los 3 registros de señales en venta. El 29 de diciembre de 2015, mediante el Decreto 267/2015 (publicado el 4 de enero de 2016), se realizaron cambios a varios artículos de la ley. Los cambios en la ley generaron que ya no era necesario que el Grupo UNO se adecuara a la Ley. El 2 de febrero, el Ente Nacional de Comunicaciones (sucesora de la AFSCA) decidió archivar todos los planes de adecuación (incluyendo el del Grupo UNO); como consecuencia de esto, el Grupo UNO ya no tiene obligación de vender ninguna de sus licencias.
En 2013, se inauguraron las nuevas instalaciones del canal.
El 31 de marzo de 2015, la Autoridad Federal de Servicios de Comunicación Audiovisual, mediante la Resolución 236, le asignó a Canal 10 el Canal 27.1 para emitir de forma regular (en formato HD) en la Televisión Digital Terrestre. Sin embargo, el Ente Nacional de Comunicaciones, mediante la Resolución 712 del 11 de mayo de 2023, le asignó el canal 18.1.
El 15 de febrero de 2017, se anunció que el empresario Claudio Belocopitt adquirió el 40% del Grupo América Medios y sus medios de comunicación (incluyendo Canal 10) que pertenecía a De Narváez. La compra fue realizada por la empresa Swiss Medical, controlada por Belocopitt.
A partir del 28 de marzo de 2022, Canal 10 relanza su programación, dando inicio a las emisiones en Alta definición, además de estrenar una nueva imagen corporativa.

## Programación
Actualmente, gran parte de la programación del canal consiste en retransmitir los contenidos del Canal 2 de La Plata (cabecera de la cadena América TV, cuyos estudios se encuentran en la ciudad de Buenos Aires).
En la actualidad, Canal 10 Noticias (que es el servicio informativo local del canal) y Gente de Campo (programa agropecuario ganador del Martín Fierro Federal) son los únicos programas producidos localmente. Sin embargo el canal emitió anteriormente otros programas locales, entre los que se destacaron Consulta Médica (ganador del premio Caduceo 2004 del Consejo Profesional a Comunicadores y Medios Bonaerenses como mejor programa de salud) y El Hincha (programa deportivo ganador del premio Faro del Oro en la categoría mejor programa deportivo de un canal del interior).

## Canal 10 Noticias
Es la versión local del noticiero porteño América Noticias para el noroeste bonaerense. Su primera emisión fue el mismo día de inicio de transmisiones del canal, el 4 de octubre de 1985, bajo el nombre de Notivisión. Actualmente, posee 2 ediciones que se emiten de lunes a viernes a las 12:00 y a las 19:00.
Anteriormente, el servicio informativo tuvo una segunda edición que se emitía a la tarde-noche; sin embargo fue levantado a mediados de 2017 por no ser económicamente redituable y también como consecuencia de un achique de gastos en el canal. La segunda edición de Canal 10 Noticias fue reemplazado por la segunda edición de América Noticias (de su hermana América TV).
El 12 de octubre de 2021, regresa la segunda edición de Canal 10 Noticias en el horario de las 19:00, reemplazando a Polémica en el Bar. 
El 28 de marzo de 2022 el servicio informativo de Canal 10 se renueva con la 1° edición,a cargo de Daniela Cantú, y Diego Blanksman en la 2° edición.

## Repetidoras
Canal 10 cuenta con una repetidora ubicada en la ciudad de 9 de Julio, que emite en el canal 12.